# Ausfuhrvereinigung Ost
Die Ausfuhrvereinigung Ost GmbH war ein Konsortium von 45 größeren deutschen Firmen. Es entstand, als sich zu Beginn des Jahres 1925 auf Initiative der Deutschen Bank – später unterstützt durch die Dresdner Bank und das Bankhaus Mendelssohn – 15 Unternehmen zusammenfanden, um Geldmittel für die Überbrückung längerfristiger Zahlungsziele zu organisieren und um bei Geschäften mit dem sowjetischen Außenhandelsmonopol durch aufeinander abgestimmtes Vorgehen besser abzuschneiden.
Unter den beteiligten Unternehmen befanden sich die Firmen Stinnes, Wolff, Krupp und Siemens-Schuckert. Die Gründung fiel in die Endphase der Verhandlungen zum Moskauer Vertrag. Konnte dabei die deutsche Seite dem sowjetischen Wunsch nach einer Staatsanleihe nicht entsprechen, entstand mit der Ausfuhrvereinigung Ost eine Alternative für die Einräumung von Krediten. 100 Millionen Reichsmark konnten für Kredite mit relativ kurzen Laufzeiten zur Verfügung gestellt werden. Eine Bereitstellung von längerfristigen Krediten, die auch von kleineren und mittleren Betrieben genutzt werden konnten, ergab sich im Folgejahr erst durch die Gründung der Industriefinanzierungs-Aktiengesellschaft Ost (IFAGO).